# Hirschgeweihmasken von Bedburg-Königshoven
Die Hirschgeweihmasken von Bedburg-Königshoven sind maskenartig zugeformte Hirschschädel samt Geweih aus der Mittelsteinzeit. Sie gelten als einer der ältesten Hinweise auf einen prähistorischen Schamanismus.

## Lage und Erforschung des Fundplatzes
Der mittelsteinzeitliche Fundplatz in Bedburg-Königshoven lag in der Nähe des ehemaligen Dorfes Morken, etwa 5 km südwestlich von Grevenbroich und 20 km südöstlich von Mönchengladbach. Der Ort ist heute durch den Braunkohleabbau zerstört.
Zur Besiedlungszeit während des Präboreals lag der Fundplatz unmittelbar am Ufer eines Erftarms. Der eigentliche Siedlungsplatz wurde durch die Ausgrabungen 1987 nicht mehr erfasst; er war bereits dem Tagebau zum Opfer gefallen. Nur der Flachwasserbereich vor der Siedlung wurde von den Ausgrabungen erfasst und auf 370 m² ausgegraben.
Entdeckt wurde der Fundplatz im Sommer 1987 während einer Exkursion des Geographischen Instituts der Universität Düsseldorf durch die Entdeckung eiszeitlicher Tierknochen. Daraufhin untersuchten Archäologen des damaligen Forschungsbereichs Altsteinzeit des Römisch-Germanischen Zentralmuseums (heute: Monrepos Archäologisches Forschungszentrum und Museum für menschliche Verhaltensevolution) die Fundstelle. Dabei stießen sie auf die erste Rothirschgeweihmaske, die durch deutliche Spuren menschlicher Bearbeitung auffiel. Dieser Fund und die zu erwartende gute Erhaltung organischen Fundmaterials waren der Auslöser für die bis Anfang 1988 laufenden Ausgrabungen durch Dr. Martin Street (Monrepos Archäologisches Forschungszentrum und Museum für menschliche Verhaltensevolution). Hierbei wurden neben zahlreichen Steinwerkzeugen der frühen Mittelsteinzeit viele gut erhaltene Tierknochen (Rothirsch, Reh, Auerochse, Hund, Vögel, Fische) entdeckt, darunter eine weitere Hirschgeweihmaske
Es handelt sich bei den Funden um den Abfall der Siedlung am Flussufer. Die Forschungen durch Street ergaben wichtige Aufschlüsse zur menschlichen Lebensweise am Beginn unserer heutigen Warmzeit, vor allem zu Jagd und Ernährung.

## Beschreibung der Masken
Beide Masken bestehen aus dem Schädeldach von Rothirschen mit dessen vollständigem Geweih. Das Geweih der ersten Maske gehörte einem Vierzehnender, das der zweiten einem Zwölfender. Bei beiden wurde das Schädeldach zunächst vom übrigen Schädel abgeschlagen. Seitlich zeigen die Schädeldächer deutliche runde Perforationen von ca. 1–2 cm Durchmesser. Bei dem Zwölfender ist das Nasenbein noch erhalten.

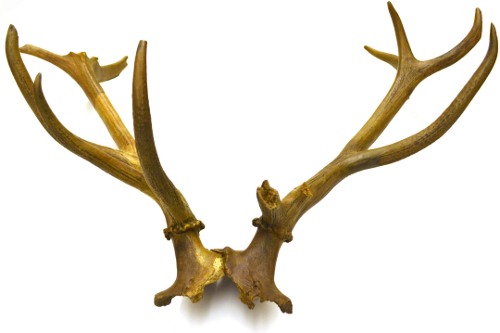
Vorderansicht der RGZM-Kopie der Bedburg-Königshoven-Geweihfront 1

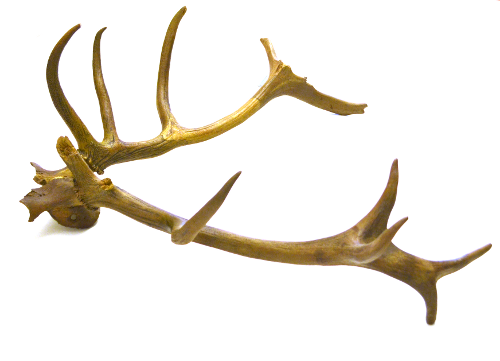
Seitenansicht der RGZM-Kopie der Bedburg-Königshoven-Geweihfront 1

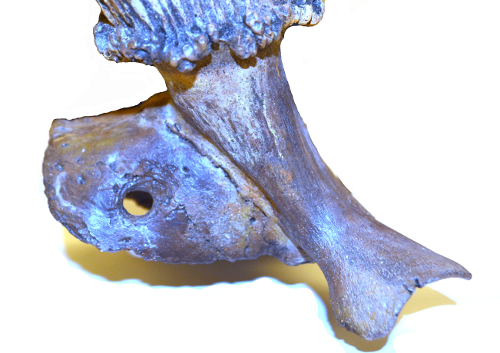
Detaillierte Seitenansicht der RGZM-Kopie der Bedburg-Königshoven-Geweihfront 1

## Vergleichsfunde
Es gibt nur wenige Vergleichsfunde. Weitere Exemplare stammen von den frühmesolithischen Fundplätzen Wohnplatz Hohen Viecheln, Star Carr, Berlin-Biesdorf und Plau am See. Im Unterschied zu den Masken von Bedburg-Königshoven sind die Geweihe bei diesen Exemplaren stark reduziert und/oder ausgedünnt und die Perforationen teilweise auf den hinteren Schädelbereichen (Hohen Viecheln, Star Carr, Plau) oder gar nicht vorhanden (Berlin-Biesdorf).

## Datierung
Die Masken lagen in Seesedimenten (Mudden), die laut Pollenanalyse in das Präboreal datieren. Die C14-Datierung zweier Holzstücke (KN-3998; KN-3999) liefert ein absolutes Datum von etwa 9780±100, bzw. 9600±100 BP für die mesolithische Besiedlung des Fundplatzes.
Analysen der ebenfalls gefundenen Fauna sowie der Steinartefakte bestätigen diese Alterszuordnung.

## Deutung und Bedeutung
Die Interpretation der Masken als Jagdhilfe oder Teil des schamanischen Ritus geht bereits auf den ersten Bearbeiter der Masken von Star Carr, Sir John Grahame Clark, zurück: „…had the frontlets merely been attached to stakes or structures as some form of trophy, but which would fit admirably the hypothesis that they were intended to be worn as some kind of mask or head-dress“.
Bis heute fehlt es jedoch an einer fundierten Untersuchung der Hirschgeweihmasken, so dass der wissenschaftliche Diskurs nicht über die ethnologischen und ethnographischen Vergleiche von Clark hinauskommt und die Bedeutung der Hirschgeweihmasken nur in theoretischen Ansätzen besprochen wird.
Dass den Masken eine nichtalltägliche Bedeutung zukommen kann, zeigt sich an der seit dem Jungpaläolithikum belegten Existenz von Mischwesen und der gesteigerten Bedeutung von Hirschgeweihen als Symbol, welche sich beispielhaft am Löwenmenschen vom Hohlenstein-Stadel, dem Dieu cornu aus Les Trois Frères, der Darstellung des Cernunnos auf dem Kessel von Gundestrup oder der Zeichnung eines Schamanen der Tungusen bis heute in unterschiedlichster Art und Weise zeigt.
Neue Untersuchungen der Hirschgeweihmasken von Bedburg-Königshoven in Monrepos Archäologisches Forschungszentrum und Museum für menschliche Verhaltensentwicklung konzentrieren sich auf die Technik ihrer Herstellung und die Gebrauchsspuren und können so neue Argumente für deren Nutzung und die Interpretation paläolithischer Kunst liefern.